# Добрівляни (гміна)
Гміна Добрівляни — колишня (1934—1939 рр.) сільська ґміна Дрогобицького повіту Львівського вооєводства Польської республіки (1918—1939) рр. Центром ґміни було село Добрівляни.

1 серпня 1934 р. було створено ґміну Добрівляни в Дрогобицькому повіті. До неї увійшли сільські громади: Грушів, Добрівляни, Літиня, Ролів, Тинів, Воля Якубова, Вороблевичі, Волоща.

В 1934 р. територія ґміни становила 151,2 км².  Населення ґміни станом на 1931 рік становило 15270 осіб. Налічувалось 3229 житлових будинків. 

17 січня 1940 р. ґміна включена до Меденицького району.